# Øyskjera
Øyskjera, est une île dans le landskap Sunnhordland du comté de Vestland. Elle appartient administrativement à Lindås.

## Géographie
Il s'agit de deux îlots rocheux et désertiques, à fleur d'eau, qui s'étendent sur environ 52 m de longueur pour une largeur approximative maximale de 15 m. Sur le plus important est un sémaphore. 